# 李察·基路
李察·杜臣·基路（英語：Richard Dawson Kiel，1939年9月13日—2014年9月10日），美國著名電影演員、諧星、聲優，以在占士邦系列中飾演「鋼牙」而著名。他其餘著名的電影角色包括The Longest Yard (1974), Silver Streak (1976)、Force 10 from Navarone (1978)、Pale Rider (1985)及於Happy Gilmore (1996)飾演Mr.Larson。亦曾參演成龍及許冠傑電影《炮彈飛車2》及《最佳拍檔之女皇密令》。基路「鋼牙」的角色已經深入民心，所以在他大部份著名的電影中都飾演「鋼牙」這個角色。身高二米二也是特色。
2014年9月10日，基路在加州醫院病逝，享年74歲。